# Max Diller
Max Diller (* 1996 in Engelsbrand bei Pforzheim) ist ein deutscher Jazzmusiker (Trompete, Komposition).

## Leben und Wirken
Diller wuchs in einer musikalischen Familie auf und fing mit acht Jahren an, Trompete zu spielen. Mit 14 Jahren wurde er jüngstes Mitglied im Jugendjazzorchester Karlsruhe The Hip Herd und wurde kurze Zeit später ins Landesjugendjazzorchester Bayern aufgenommen. Nachdem er sechs Monate im Rahmen einer Freiwilligenarbeit für Musiker ohne Grenzen in Jamaika verbracht hatte, studierte er zwischen 2016 und 2021 an der Hochschule für Musik Carl Maria von Weber Dresden bei Malte Burba und Sebastian Studnitzky.
Im Duo mit dem Elektroniker Samuel Gapp veröffentlichte Diller das Album Tapetenwechsel (2021) Im selben Jahr gründete er sein auf ein Harmonieinstrument verzichtendes Quintett Blossom, für das er auch komponierte. Mit seinem Quartett Flosse veröffentlichte er 2023 das Debütalbum Anomia beim Label Dynamite Platten. Des Weiteren tourte er mit verschiedenen Projekten und Formationen, etwa der Spielvereinigung Sued, deutschlandweit und gab Konzerte in Mitteleuropa, Portugal, Schweden und Jamaika. Er ist auch auf dem Album Light on the Surface von Simon Chmel zu hören.